# Туркестански край
Туркестанският край (на руски: Туркестанский край; до 1886 година – Туркестанско генерал-губернаторство) е край на Руската империя, съществувал от 1867 до 1918 година. При най-голямото си разширение заема територията на днешните Узбекистан, Киргизстан, Таджикистан и Туркменистан, както и южните части на Казахстан. Столица е град Ташкент.
Туркестанското генерал-губернаторство е създадено с отделянето на дотогавашната Туркестанска област от Оренбургското генерал-губернаторство. То включва доскорошни територии на Кокандското ханство и през следващите години продължава да се разширява до окончателната му ликвидация през 1876 година. През 1897 година към Туркестанския край е присъединена и Закаспийска област.
С разпадането на Руската империя през 1917 година на територията на Туркестанския край възникват няколко местни държави, но те скоро са подчинени от болшевиките, които създават Туркестанска автономна съветска социалистическа република в състава на Съветска Русия.